# 201P/LONEOS
Комета LONEOS 4 (201P/LONEOS) — небольшая короткопериодическая комета семейства Юпитера, обнаруженная 10 сентября 2001 года в рамках проекта по поиску околоземных объектов LONEOS в виде звёздоподобного объекта 17,6 m звёздной величины. Интересной особенностью данного тела является малое значение параметра MOID с Марсом, что свидетельствует о возможности тесных сближений с данной планетой. Одно из таких сближений произошло 10 января 2002 года — тогда комета прошла всего в 1,5 млн км от планеты. Комета обладает коротким периодом обращения вокруг Солнца — чуть более 6,4 года.

Орбита кометы LONEOS 4 и её положение в Солнечной системе

## Сближения с планетами
В XX веке комета трижды оказывалась вблизи Юпитера и один раз вблизи Земли. В XXI веке ожидается ещё пять тесных сближений, из которых три будут с Юпитером и по одному с Землёй и Марсом.
- 0,36 а. е. от Юпитера 16 июля 1935 года;
- 0,24 а. е. от Юпитера 18 марта 1947 года;
- 0,25 а. е. от Земли 10 ноября 1956 года;
- 0,54 а. е. от Юпитера 5 декабря 1958 года;
- 0,01 а. е. от Марса 10 января 2002 года;
- 0,60 а. е. от Юпитера 12 мая 2019 года;
- 0,44 а. е. от Юпитера 17 сентября 2030 года;
- 0,51 а. е. от Юпитера 4 января 2042 года;
- 0,37 а. е. от Земли 26 ноября 2097 года.